# Schmorda
Schmorda är en kommun och ort i Saale-Orla-Kreis i förbundslandet Thüringen i Tyskland.
Kommunen ingår i förvaltningsgemenskapen Ranis-Ziegenrück tillsammans med kommunerna Eßbach, Gössitz, Keila, Krölpa, Moxa, Paska, Peuschen, Ranis, Schöndorf, Seisla, Wilhelmsdorf och Ziegenrück.